# Musée estonien en plein air
Le musée de plein air (estonien : Eesti Vabaõhumuuseum) est une reconstitution, en grandeur nature, d'un village rural de pêcheurs du XVIIIe siècle situé dans le quartier de Rocca al Mare à Tallinn en Estonie.

## Présentation
Le site en bordure de la baie de Kopli s'étend sur 79 hectares et compte environ 80 bâtiments.
Le village comprend une église, une auberge, une école, plusieurs moulins, une caserne de pompiers, douze cours de ferme et des hangars à filets de pêche.
Avec les cours de ferme, les anciens bâtiments sont disposés d'une manière qui donne un aperçu de l'architecture vernaculaire estonienne des deux derniers siècles.

## Galerie

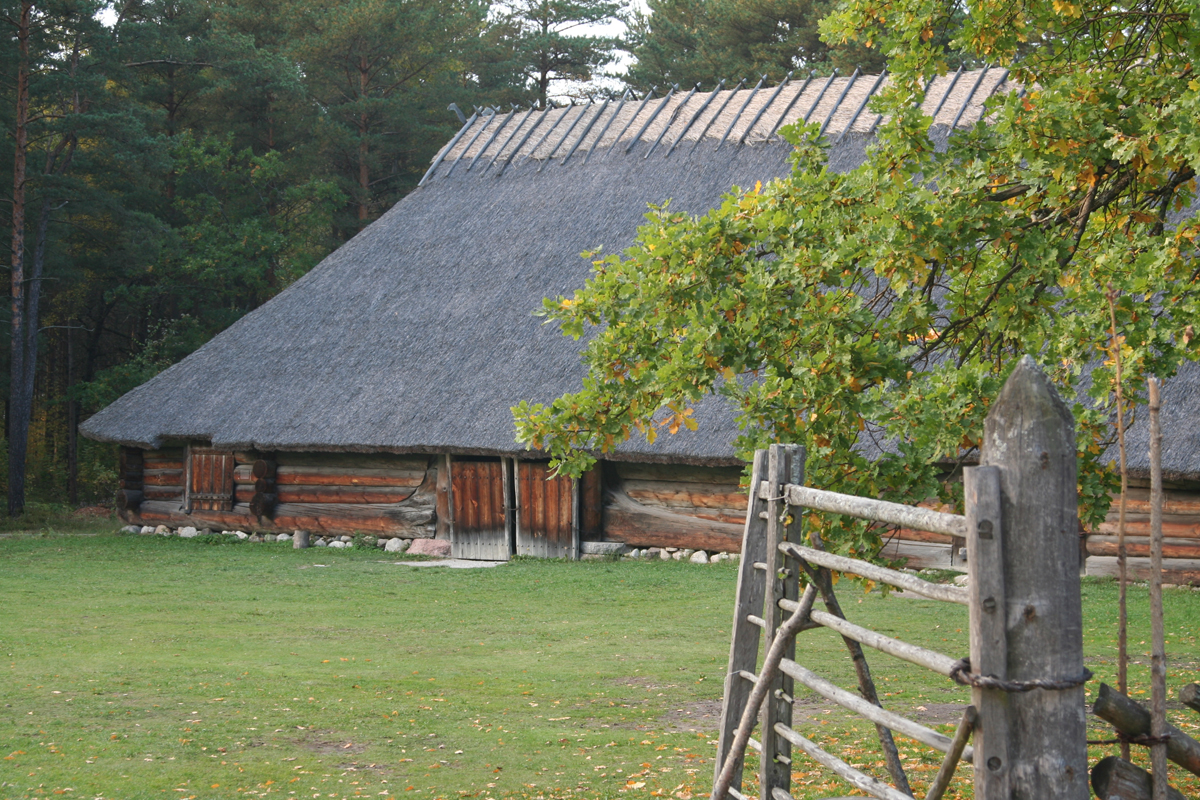
La plus ancienne ferme du musée: Sassi-Jaani (XVIIIe – XIXe siècles)
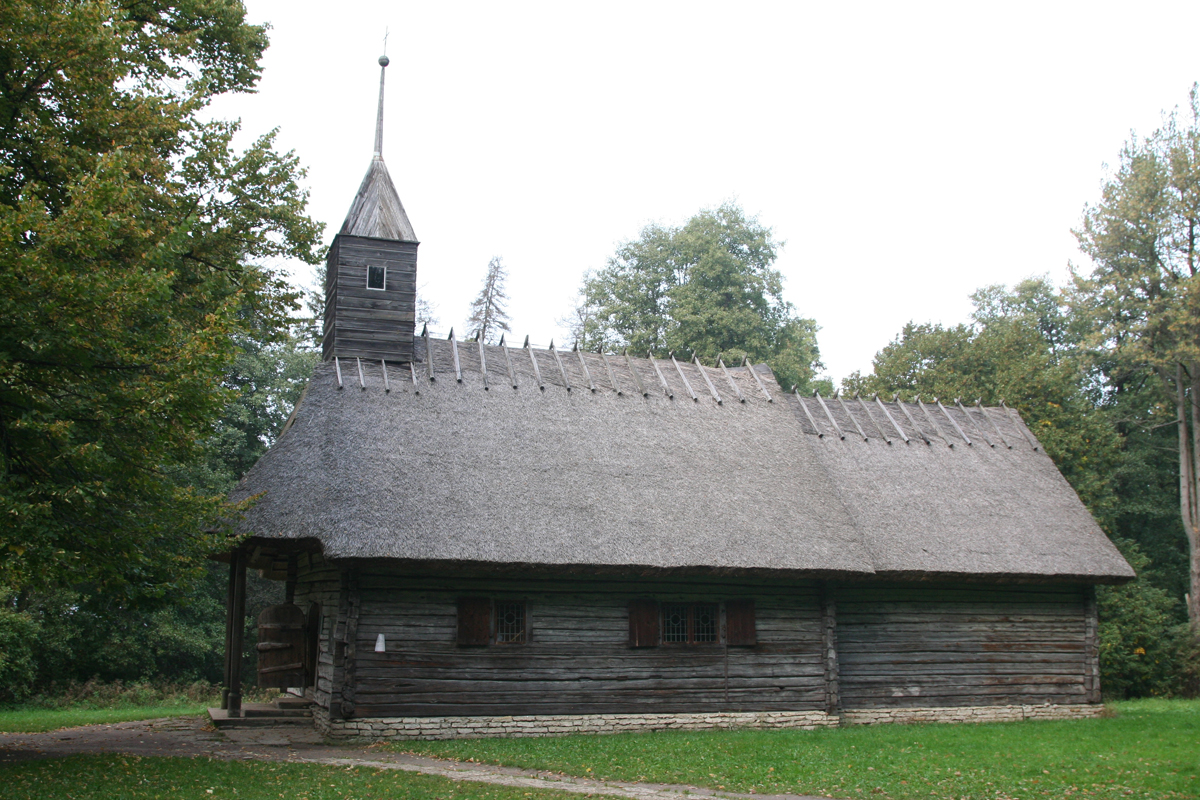
Chapelle de Sutlepa, XIXe siècle
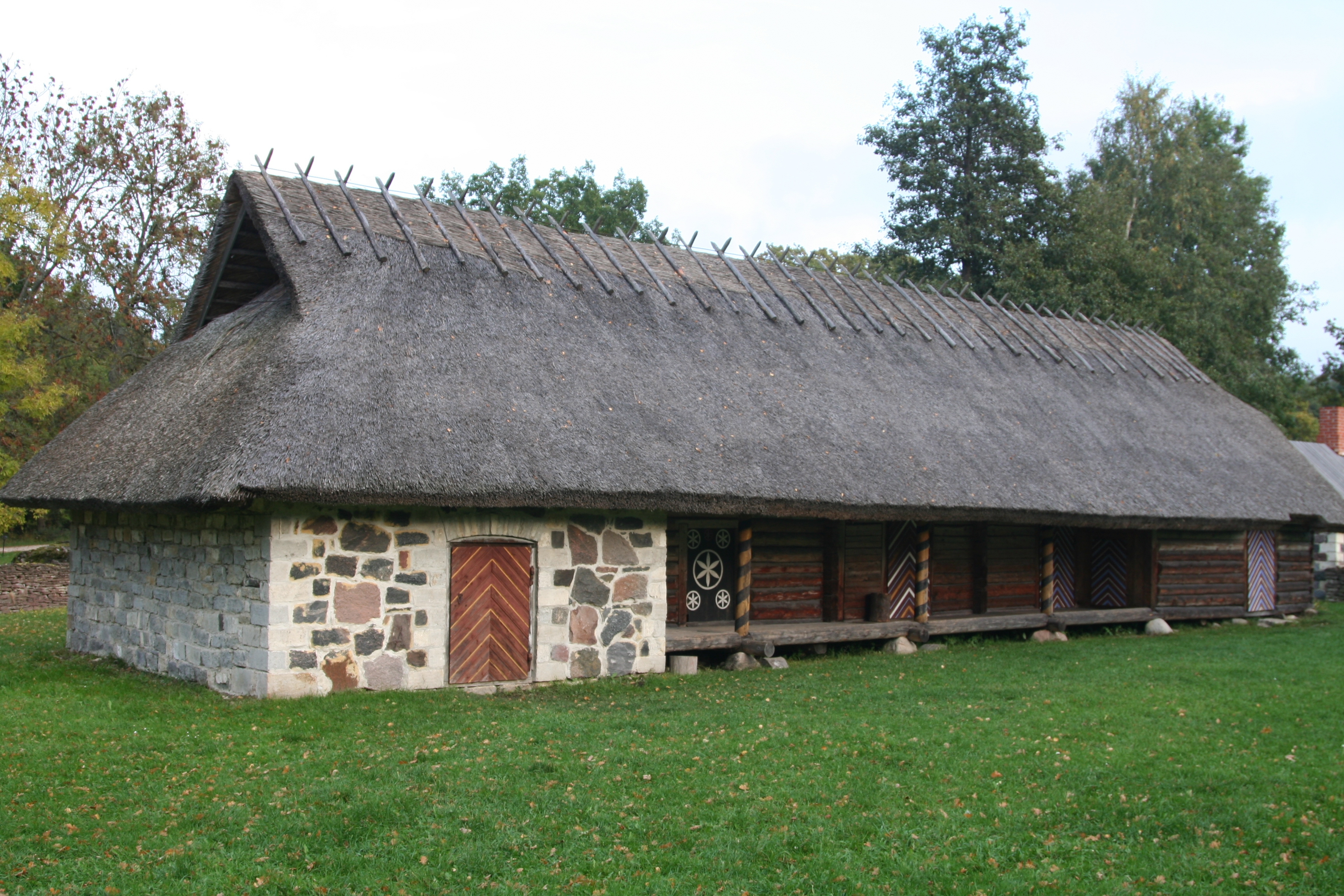
Métaierie de Jüri-Jaagu, XIXe siècle
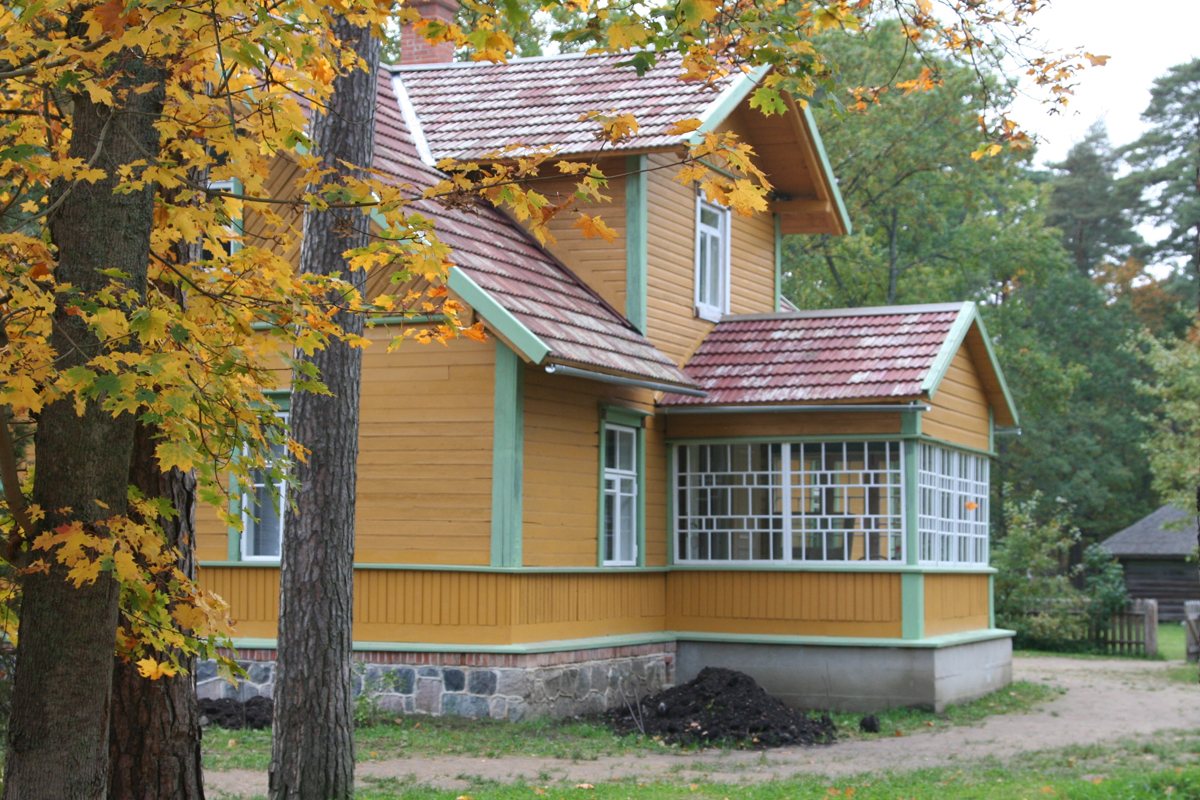
Ferme d'Härjapea, années 1930
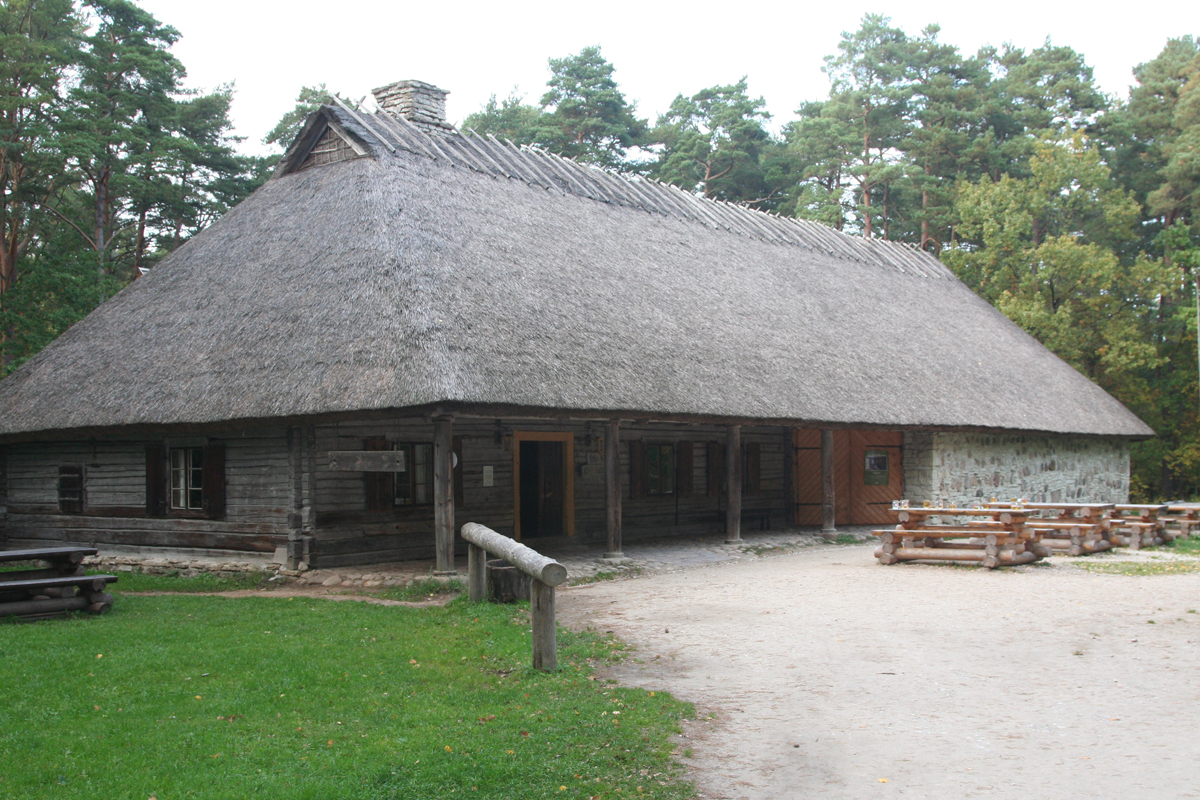
Auberge de Kolu, XIXe siècle

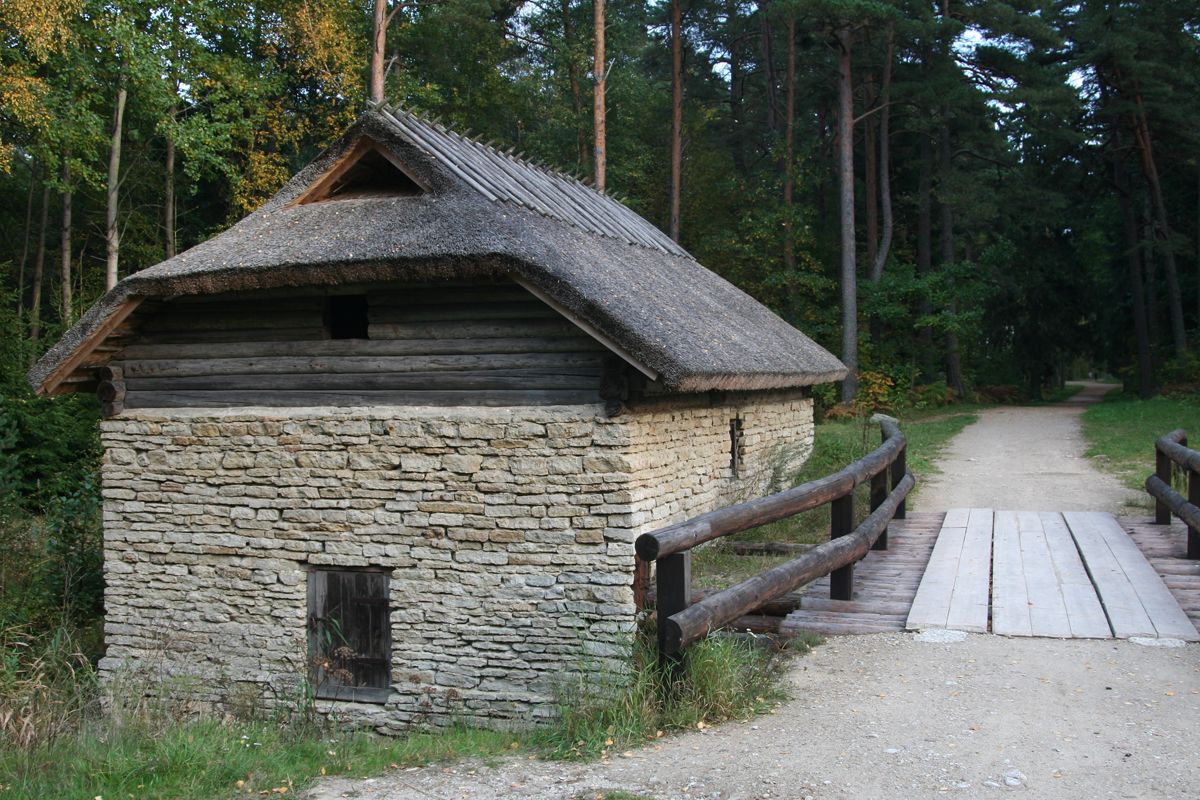
Moulin de Kahala, XIXe siècle
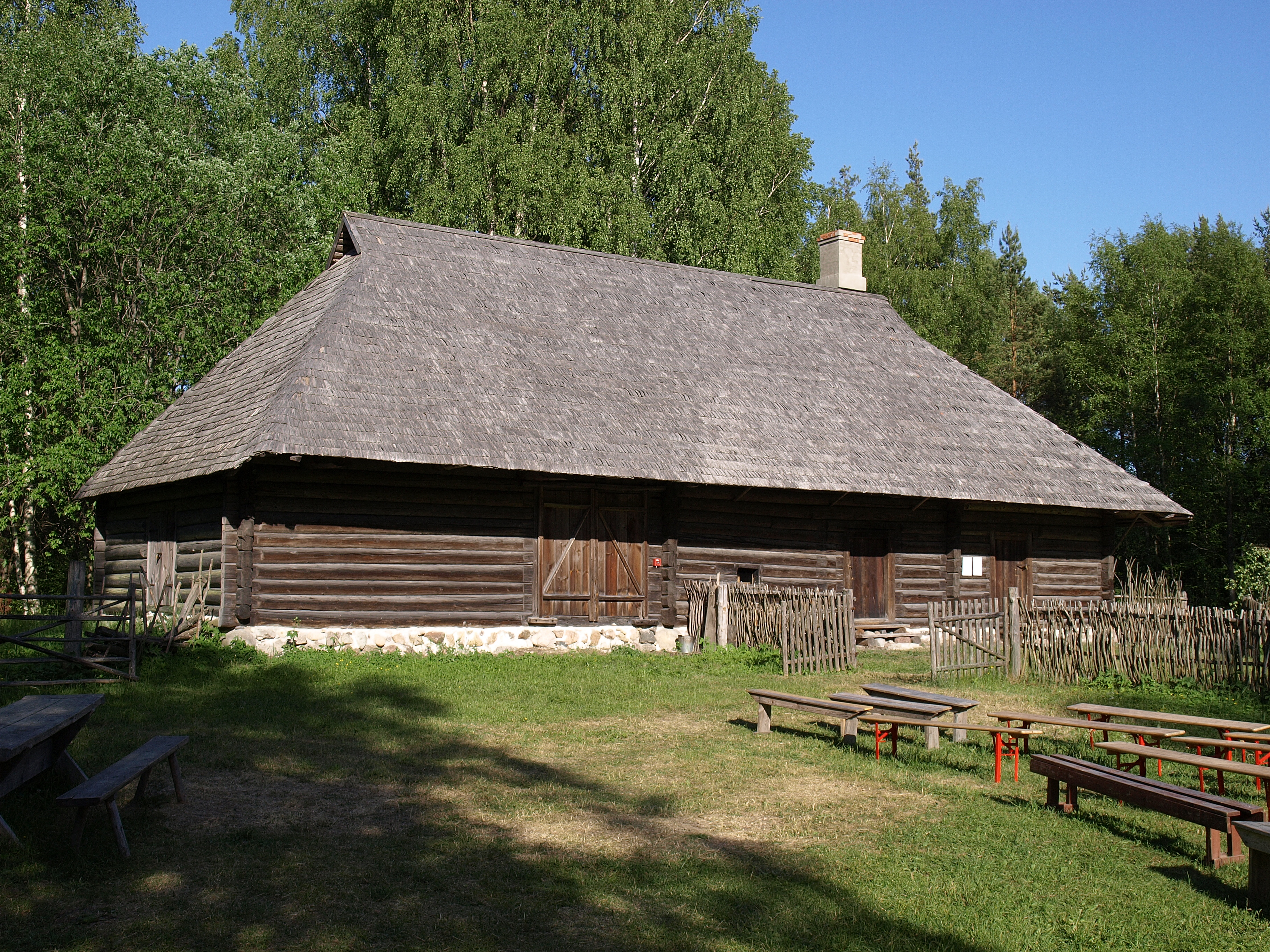
Ferme, XIXe siècle
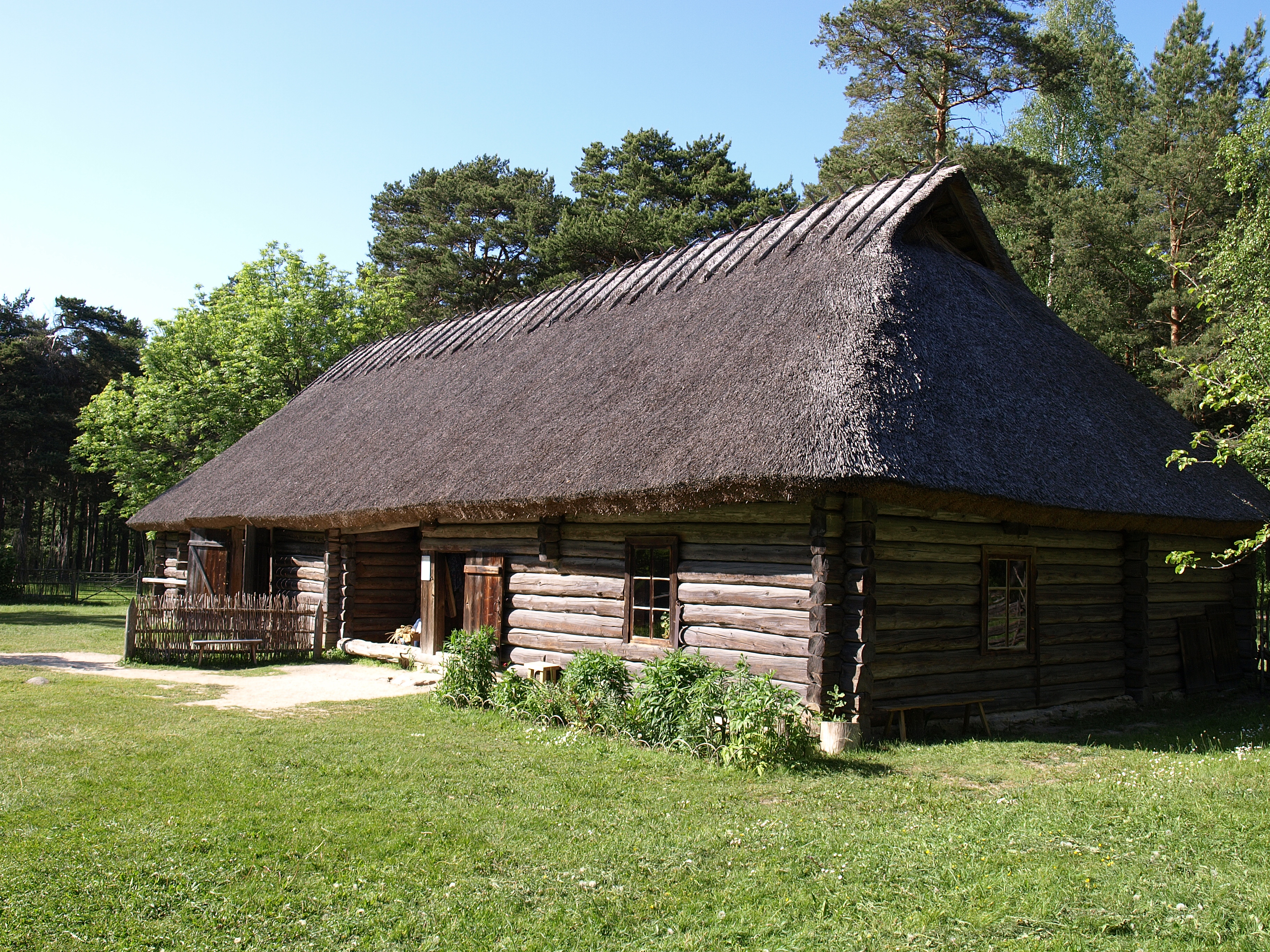
Ferme, XIXe siècle
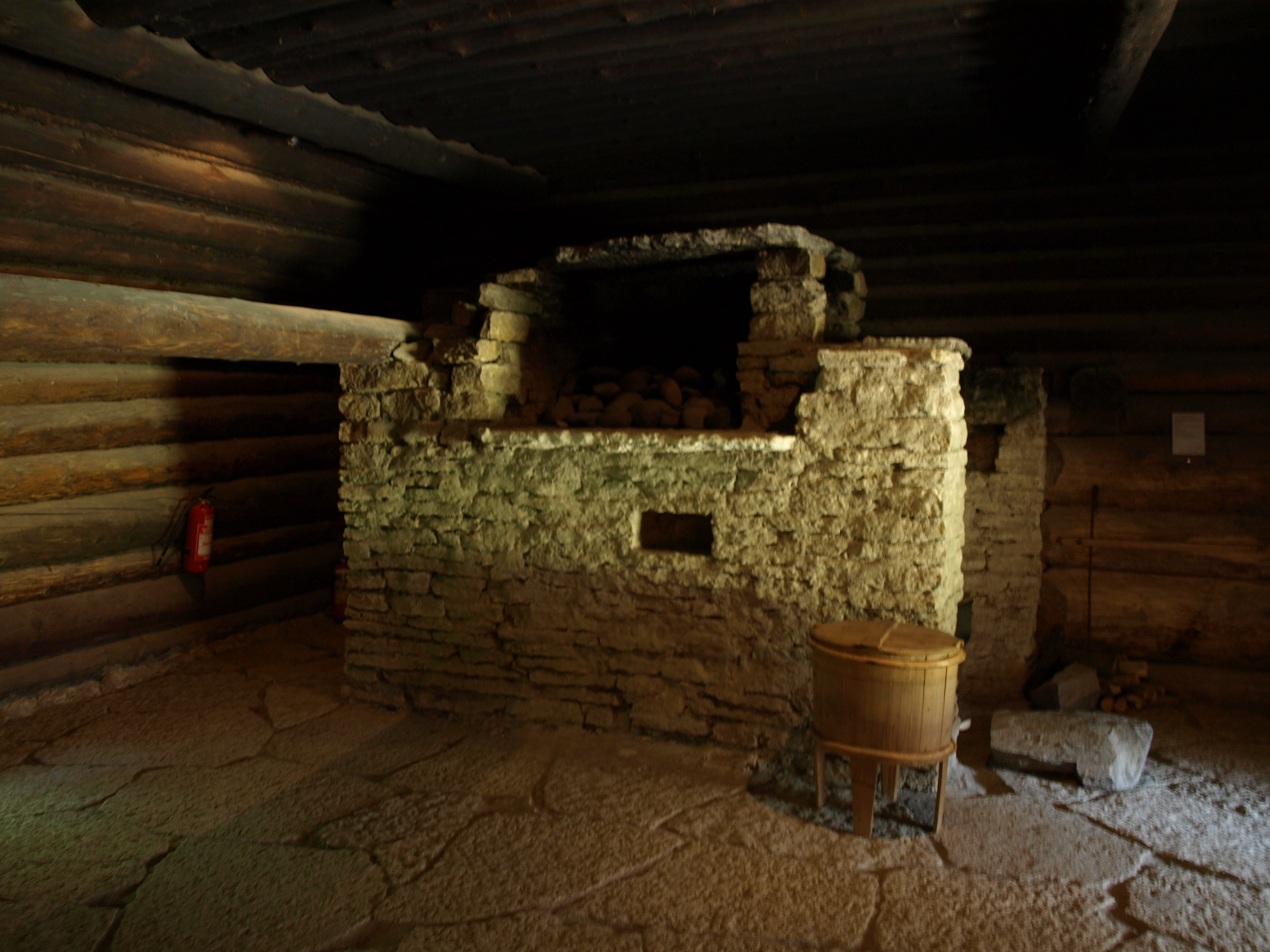
Four.
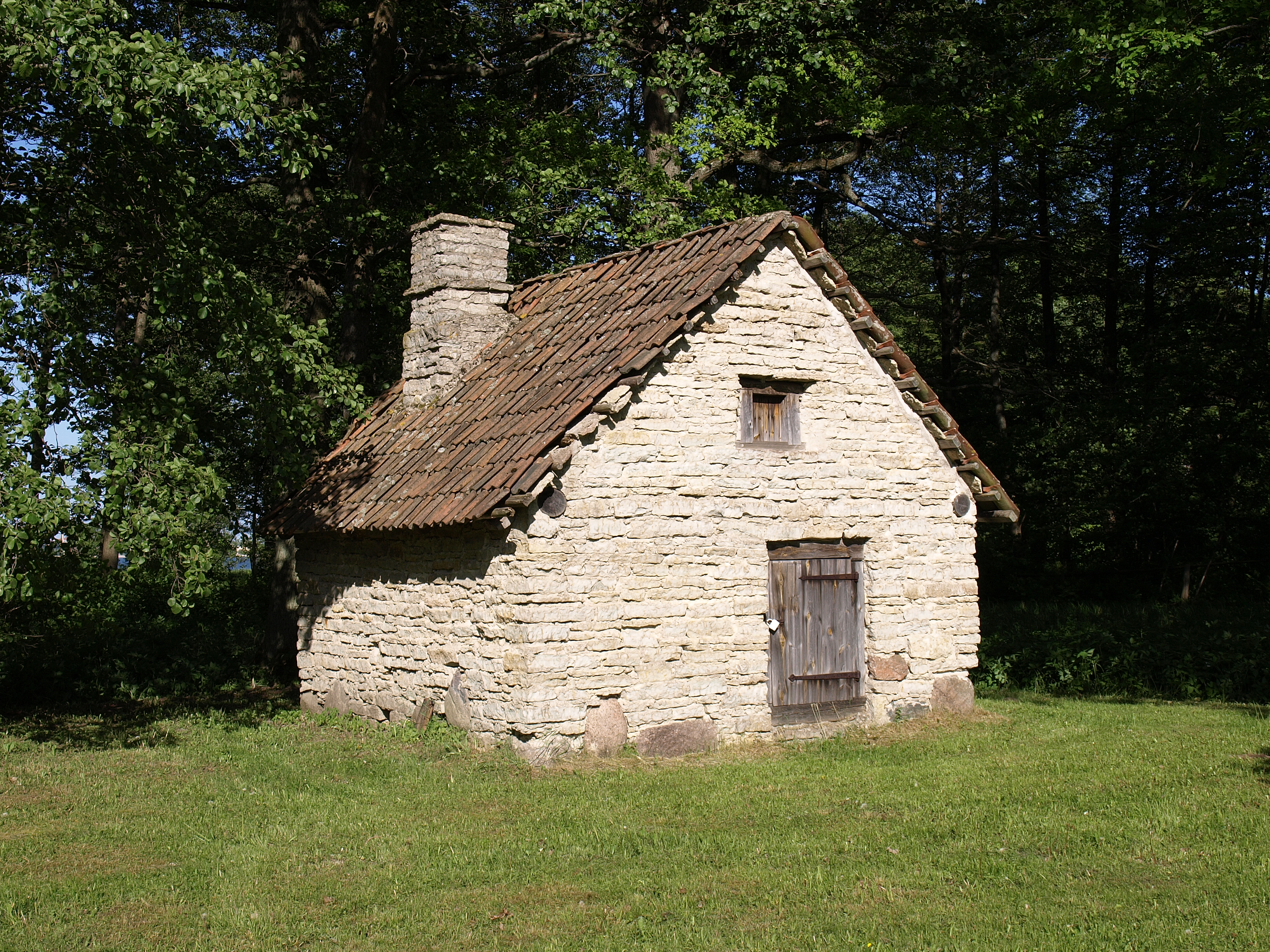
Sauna estonien

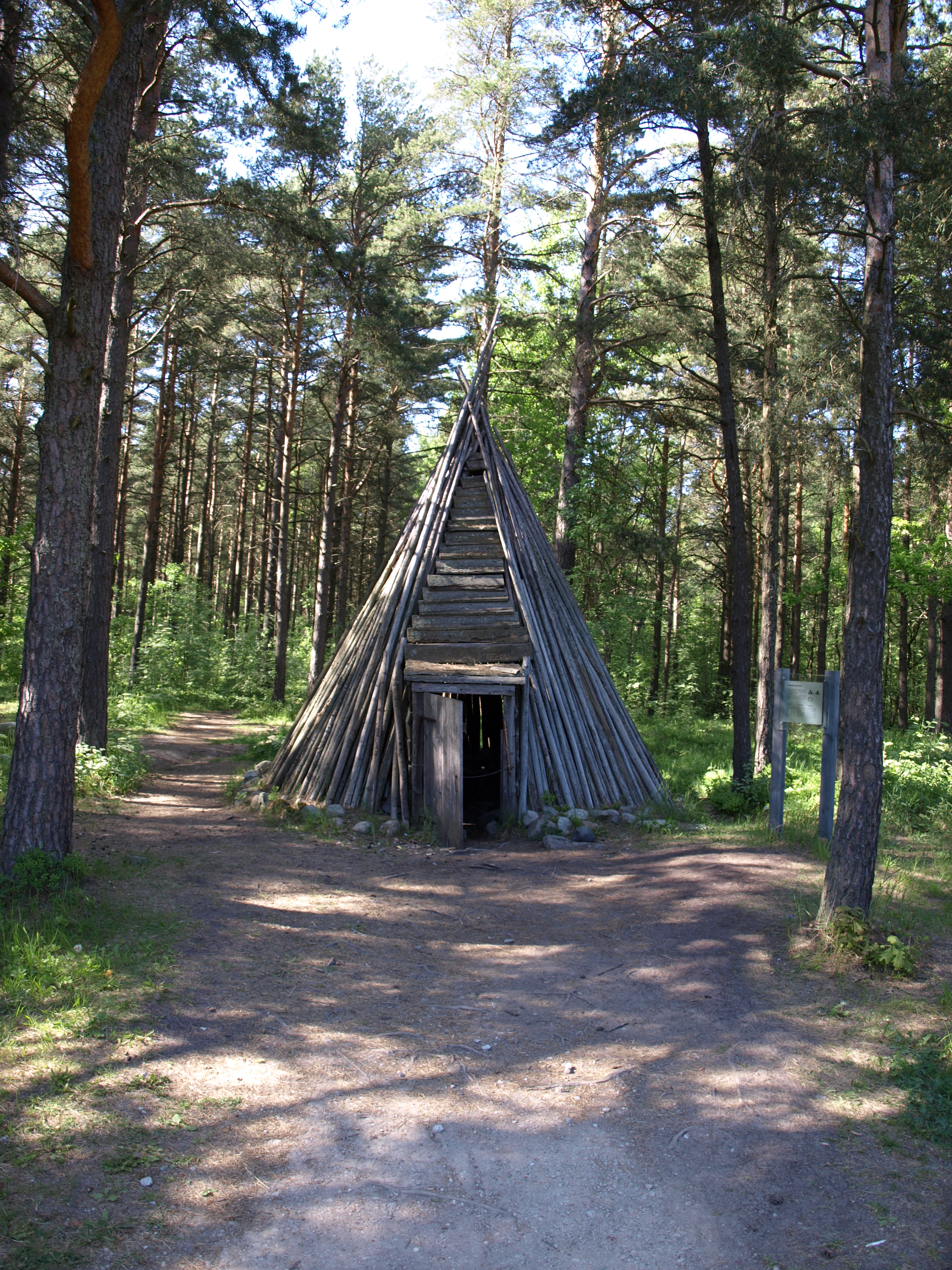
Cuisine d'été.
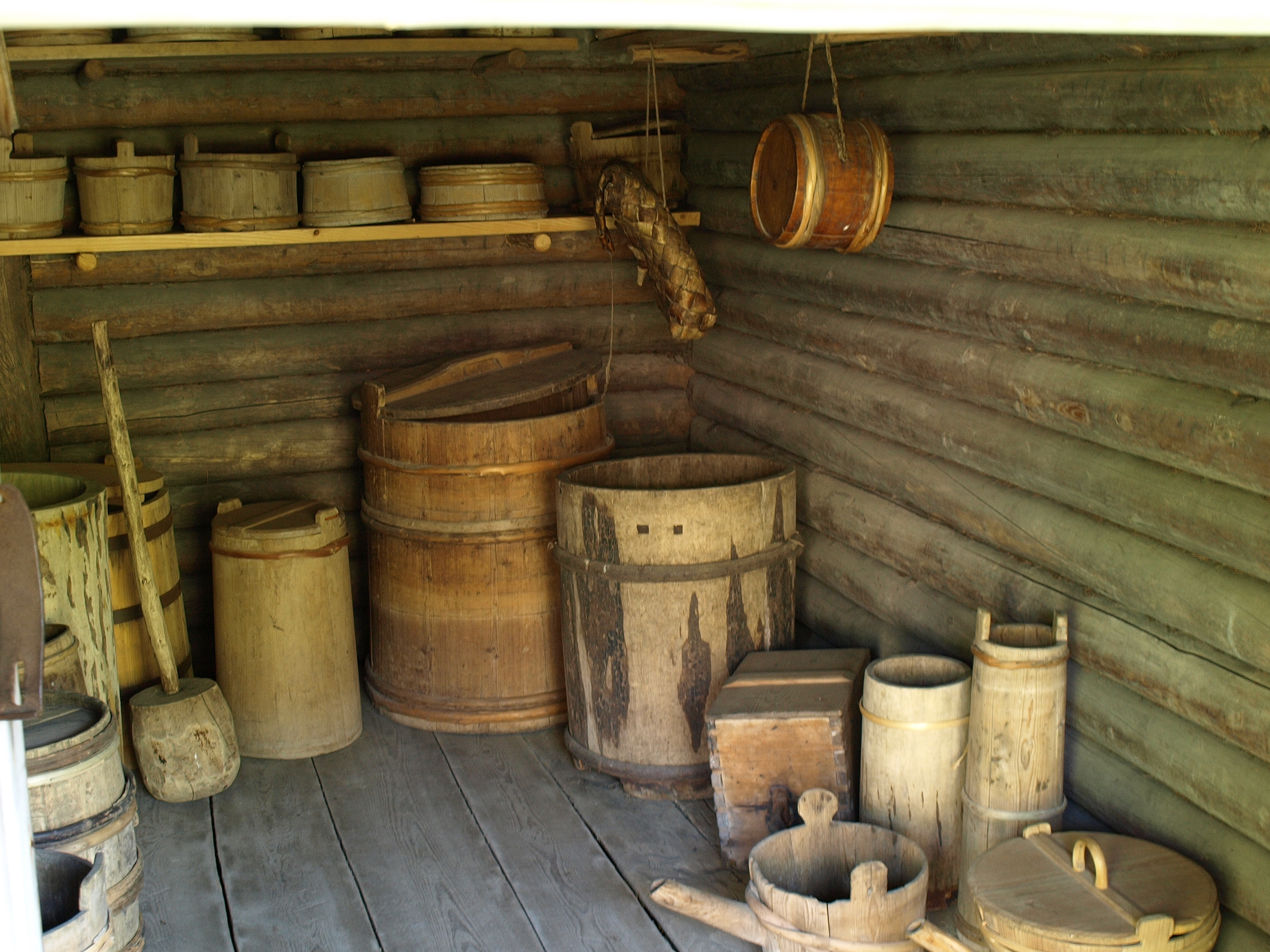
Entrepôt.
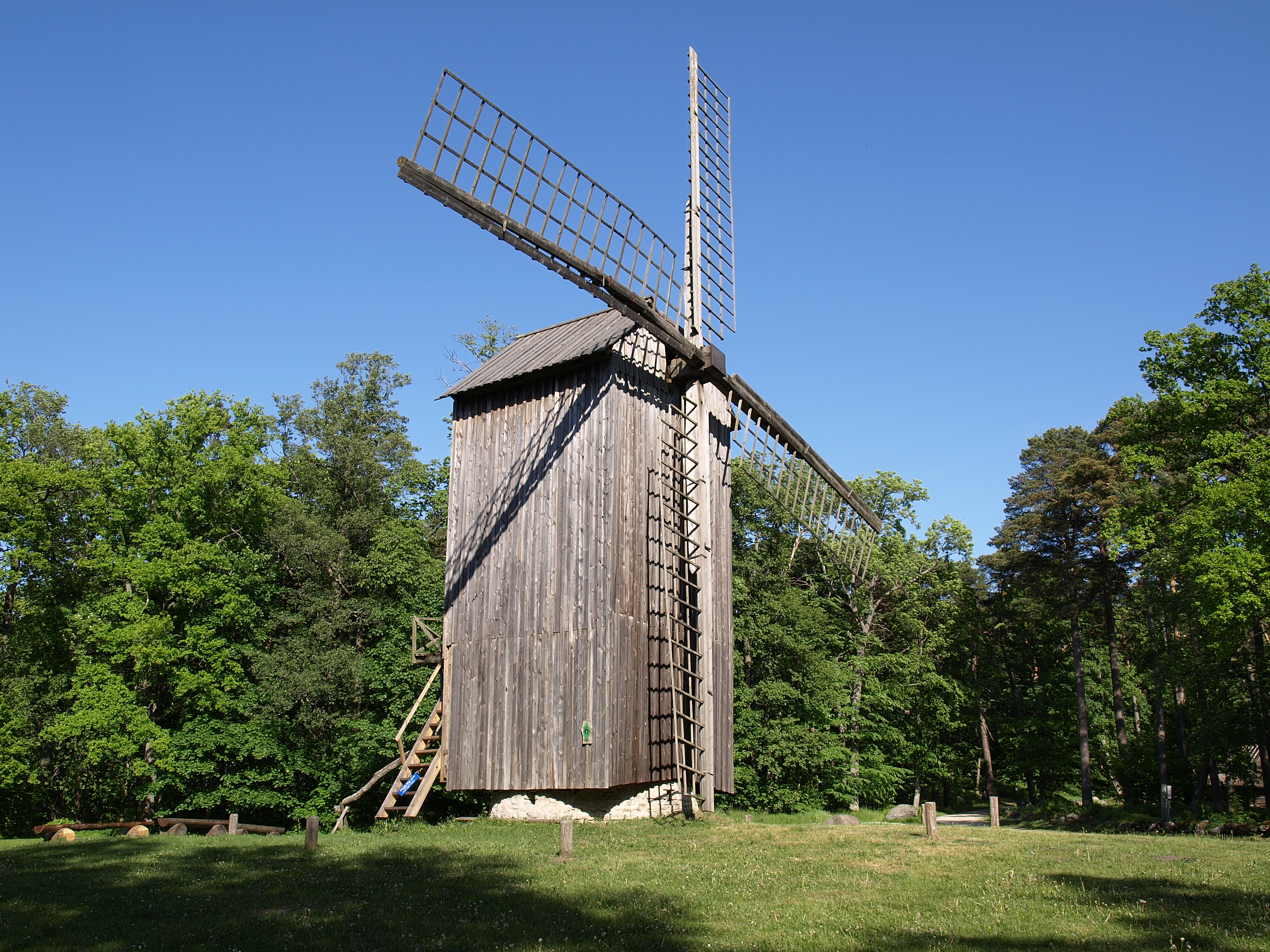
Moulin à vent d'Ülendi.
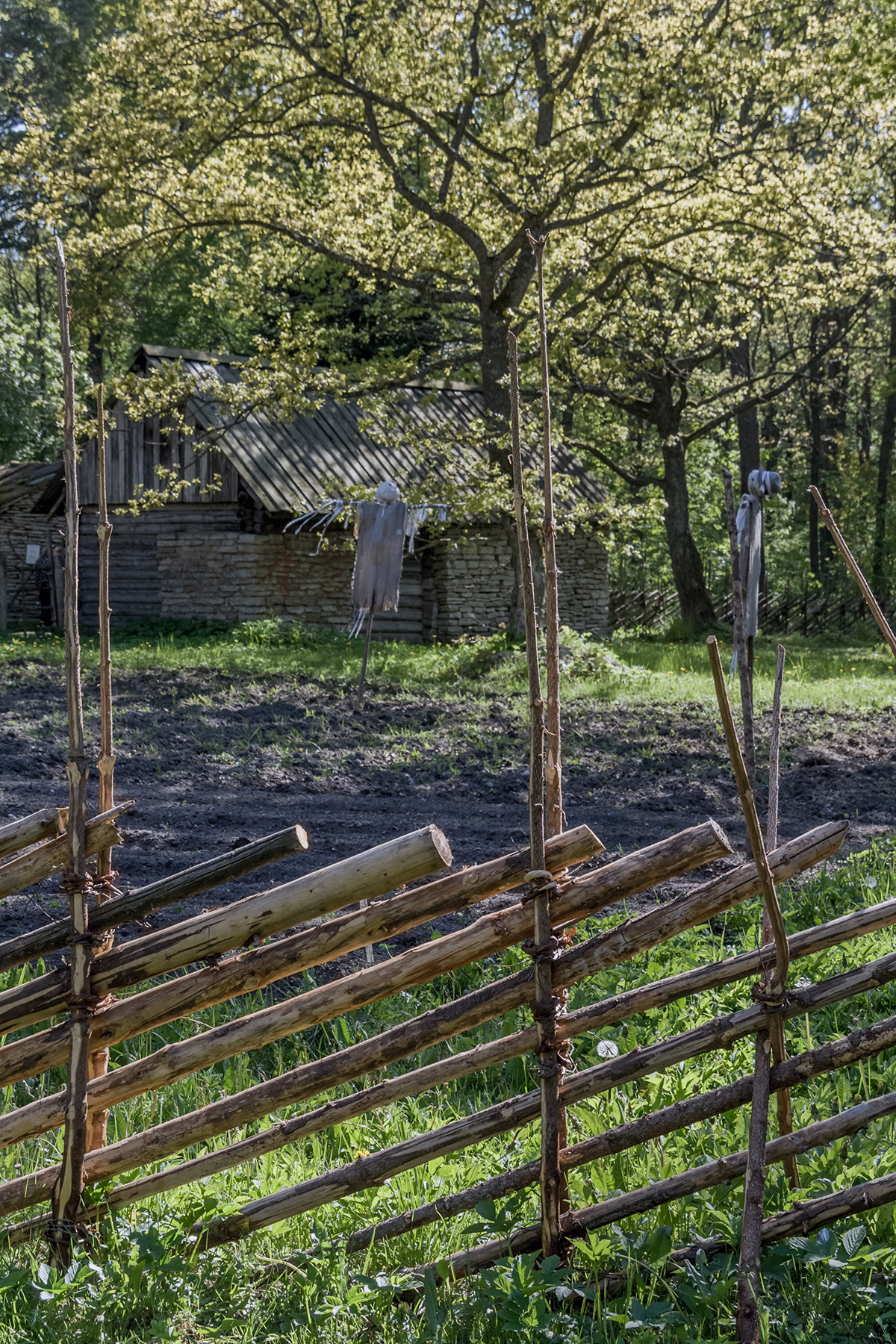
Clôture.